# UB 85
UB 85 war ein deutsches U-Boot des Typs UB III. Das Boot wurde am 24. November 1917 in Dienst gestellt. Am 30. April 1918 wurde es in der Irischen See von der Coreopsis beschossen und versenkt. Die 34 Mann starke Besatzung unter Kapitänleutnant Günther Krech wurde gerettet.
Das Wrack wurde im Oktober 2016 bei Offshore-Arbeiten zur Verlegung eines Seekabels gefunden.